# Phanoxyla hystrix
Phanoxyla là một chi bướm đêm thuộc họ Sphingidae, chỉ gồm một loài Phanoxyla hystrix, được tìm thấy ở miền bắc Nam Mỹ, bao gồm Brasil và Ecuador
Con trưởng thành có thể bay quanh năm.